# 弗拉多·斯滕泽尔
弗拉多·斯滕泽尔（1934年7月23日—），克罗地亚男子手球运动员。他曾带领南斯拉夫国家队参加1972年夏季奥林匹克运动会手球比赛，结果队伍获得金牌。